# Vino pipeño

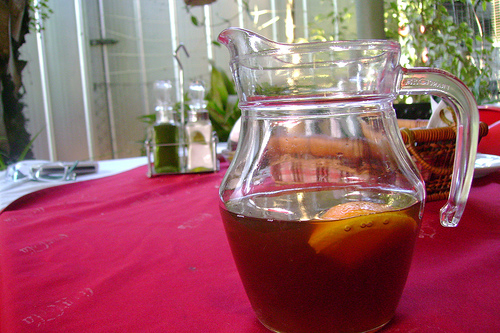
Vino pipeño en jarra.

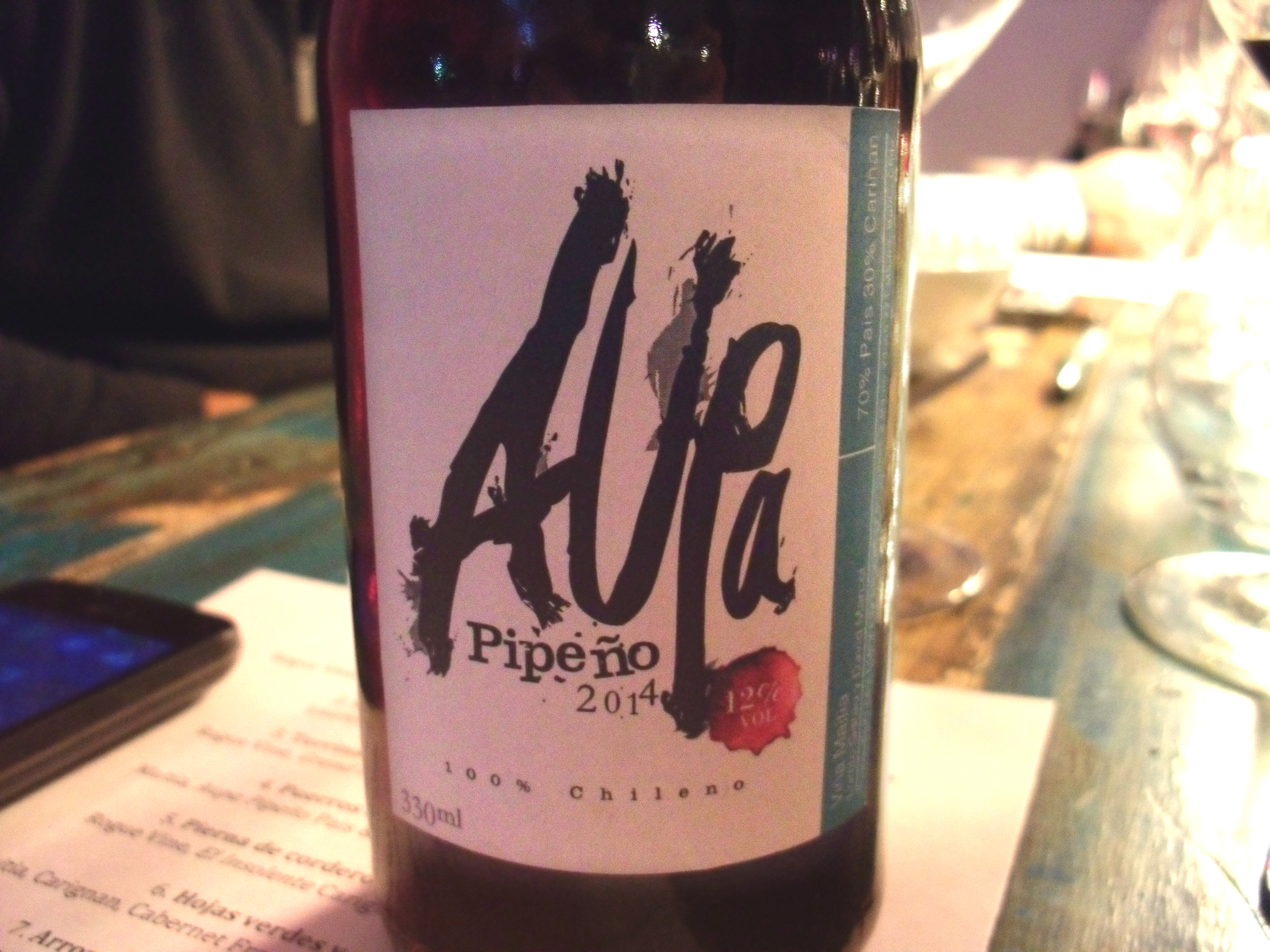
Pipeño Aupa de David Marcel. Cepas País-Carignan de San Fernando

El vino pipeño es un vino tradicional chileno que se fermenta o almacena en pipas de raulí y que, a diferencia de los vinos tradicionales, no se identifican con el nombre de la cepa o lugar de procedencia. Dentro de estos vinos que conforman el patrimonio y la tradición campesina en Chile, también se encuentra el pajarete, el pintatani, el chichón, el chacolí de Chépica y Doñihue.

## Descripción
El pipeño debe su nombre al recipiente donde se conserva o se deposita el vino antes de su consumo, que es una cuba de madera dispuesta en forma vertical con aspecto de "pipa", que se fabrica en Chile desde el siglo XVIII con listones de alerce o roble chileno, conocido como Raulí (Nothofagus alpina). Esto marca una diferencia con España, el país de origen de la pipa, donde esta se fabricaba con maderas nativas de Europa. El Raulí, debido a su porosidad y poca resistencia a los líquidos, permite una gran oxigenación del vino, oxidándolo, dándole así su aroma y sabor característico. En sus comienzos, el vino pipeño fue elaborado únicamente a partir de cepas tintas de vasta abundancia en el continente americano, que fueron traídas por las primeras conquistas españolas al Nuevo Mundo, como son la uva de San Francisco y uva País, la cual se reconoce como Criolla de Argentina, Misión en México, y Listán Prieto de España.
Si bien era un tipo de vino que se producía a comienzos del siglo XX desde los alrededores de Santiago hasta la región del Biobío, hoy su producción se limita a las zonas de San Javier de Loncomilla en la región del Maule; Ranquil y Portezuelo en la región del Ñuble, y por último Yumbel en la región del Biobío
El Pipeño blanco se ha popularizado a través del trago chileno conocido como "Terremoto"; el cual se prepara con vino Pipeño blanco, helado de piña, almíbar de granadina o Fernet. Originalmente el Pipeño blanco se producía con uvas criollas que llegaron durante la conquista de Chile, como son la Moscatel de Alejandría, Torontel, Blanca Ovoide o Coco de Gallo. Sin embargo, el pipeño blanco destinado a terremoto es un vino a granel que no se produce en pipas de Raulí, sino en estanques de acero o concreto donde se mezclan uvas criollas con uvas francesas, lo que marca una diferencia con la tendencia del Pipeño tinto embotellado en origen, donde se busca conservar la pureza de las uvas criollas y tradición de guarda en pipas de Raulí.  
Dentro de los referentes del vino Pipeño tinto embotellado en origen se encuentra Manuel Moraga, alias el Cacique Maravilla, el pionero del vino natural en Chile, Louis Antoine-Luyt, el enólogo Mauricio González, Roberto Henríquez y el enólogo vasco-francés David Marcel, de Viña Maitia. 

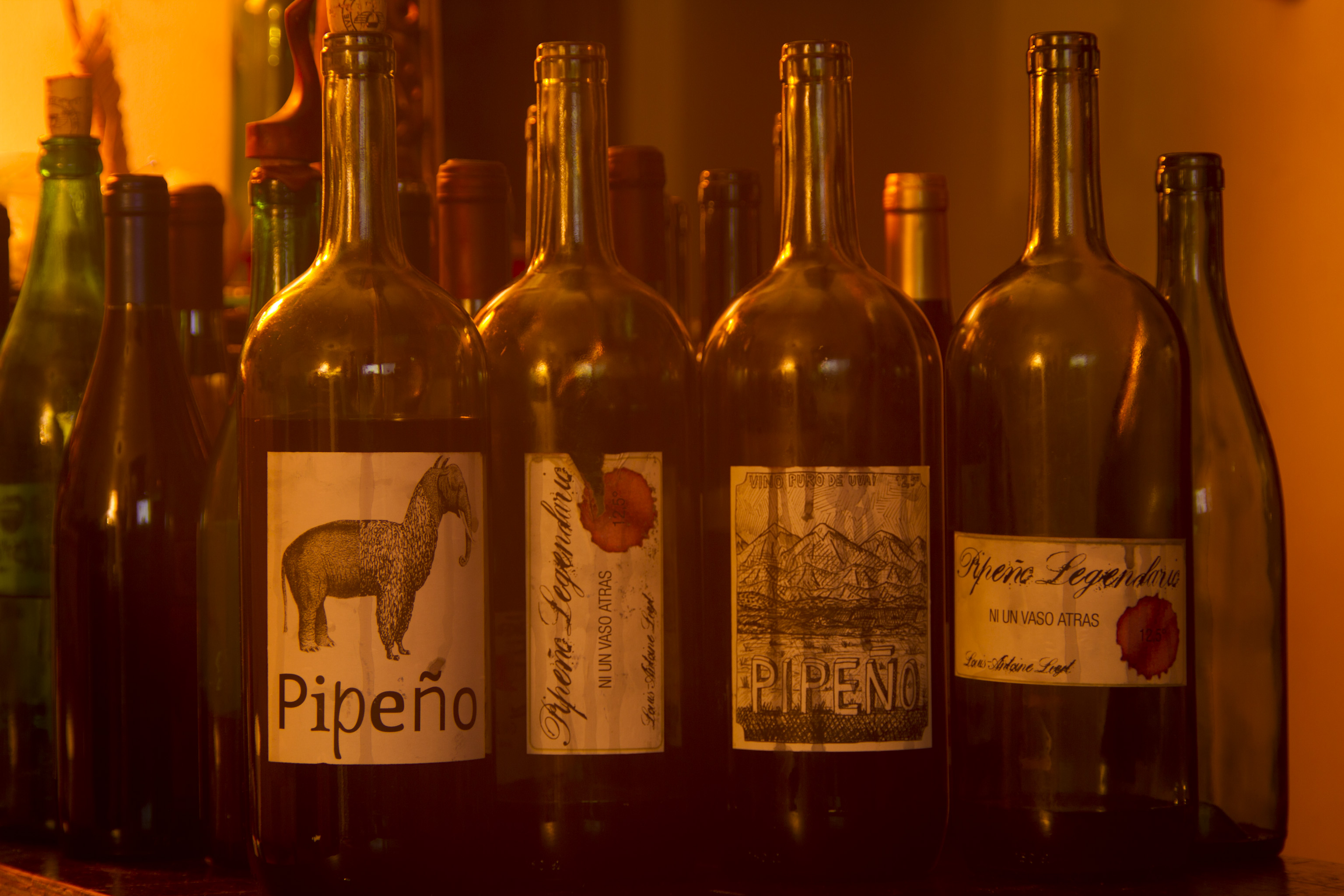
Vinos Pipeños

El Pipeño embotellado en origen hoy se exporta a otros países y mercados, como Brasil, Estados Unidos, Inglaterra, España, Francia, Italia, y Japón.

## Reconocimientos internacionales
- En 2014, el enviado del crítico estadounidense Robert M. Parker degustó los vinos pipeños de Chile, calificando al pipeño Aupa con 90 de 100 puntos, la máxima distinción para un pipeño para un medio informativo y global de vinos.

## En la cultura popular
- El poeta chileno Pablo de Rokha en su Carta Magna del continente (1949), con sus constantes alusiones al placer gastronómico, incluye en muchas de ellas al vino pipeño, del cual el mismo poeta da a entender ser un asiduo bebedor.